# The Kid's Last Ride
The Kid's Last Ride è un film del 1941 diretto da S. Roy Luby.
È un film western statunitense con Ray Corrigan (accreditato come Ray 'Crash' Corrigan), John 'Dusty' King e Max Terhune (accreditato come Max 'Alibi' Terhune). Fa parte della serie di 24 film western dei Range Busters, realizzati tra il 1940 e il 1943 e distribuiti dalla Monogram Pictures.

## Produzione
Il film, diretto da S. Roy Luby su una sceneggiatura e un soggetto di Earle Snell, fu prodotto da George W. Weeks per la Monogram Pictures tramite la società di scopo Range Busters Il titolo di lavorazione fu Prairie Schooldays. I brani della colonna sonora The Call of the Wild e It's All a Part of the Game furono composti da Harry Tobias e Jean George (parole e musica). Il brano Home on the Range fu composto da Daniel E. Kelly (parole) e Dr. Brewster M. Higley (musica).

## Distribuzione
Il film fu distribuito negli Stati Uniti dal 10 febbraio 1941 al cinema dalla Monogram Pictures.

## Promozione
La tagline è: "They Wouldn't Be Scared and They Couldn't Be Chased and They'd Rather Fight Than Eat!".